# 날아라 날아라 누님들
〈날아라 날아라 누님들〉(일본어: とべとべおねいさん 토베토베오네이상[*])은 《크레용 신짱》(짱구는 못말려)의 등장인물, 노하라 신노스케(신짱구) (CD 자켓에서의 표기는 ‘노하라 신노스케’. 성우: 야지마 아키코)와 액션가면(성우: 겐다 텟쇼)의 싱글이며, 1998년 4월 22일에 일본에서 BMG 재팬에서 발매됐다.

## 개요
애니메이션 《크레용 신짱》(짱구는 못말려)의 6번째 오프닝 테마로 1998년 4월 10일부터 2000년 5월 26일 방송분까지 사용됐다.
같은 TV 아사히의 TV 애니메이션 《용자 라이딘》의 오프닝 테마송 〈용자 라이딘〉을 모티브로 제작됐다 곡의 진행, 구성이 ‘라이딘’과 유사하고 있다(라는 것보다 거의 노래를 개사)고 화제를 불렀다. 화면에 대해서는 크레용 신짱의 대부분의 캐릭터는 마지막 밖에 등장하지 않는다(부리부리 자에몽(부리부리몬)도 등샹하지만, 후우 속에 있는 액션가면 되에 바란에 날려가고 있는 것과 TV에 가까워져오는 노하라 일가를 방문하듯이 등장하지만, 신노스케가 밀어내듯이 등장하지만으로 쌍방 모두 순간 밖에 찍히지 않았다). 그 이외에는 노하라 일가와 액션가면만 등장한다.
영화의 오프닝으로는 《전격! 돼지발굽 대작전》《폭발! 온천 부글부글 대작전》《폭풍을 부르는 정글》에 사욯되고 있다. 《폭풍을 부르는 정글》에서 종반에서 악역의 파라다이스 킹의 비행선에서 탈줄할 때의 BGM 〈날아라 날아라 신노스케〉는 이 곡을 리메이크한 형태로 사용되고 있다.
해외에서는 스페인어에서 흐르고 있지만, 스페인에서는 엔딩 테마로 흐르고 있다.

## 수록곡
1. 날아라 날아라 누님들(とべとべおねいさん)

- 작사 · 작곡 · 편곡: 모츠, 노래: 노하라 신노스케(성우: 야지마 아키코)&액션가면(성우: 겐다 텟쇼)

1. 랄까나 허리케인(てゆーかハリケーン)

- 작사: 토키 쿄코, 작곡 · 편곡: 핫토리 타츠시, 노래: C-chang&노하라 신노스케(성우: 야지마 아키코)

1. 날아라 날아라 누님들 (카라오케)
2. 랄까나 허리케인 (카라오케)